# Douglas Prasher
Douglas Carl Prasher (* August 1951) ist ein US-amerikanischer Molekularbiologe.

## Leben und Werk
Prasher wurde 1979 an der Ohio State University zum Ph.D. in Biochemie promoviert. Dann war er Postdoktorand an der Abteilung Genetik der University of Georgia. Von 1983 bis 1987 war er an derselben Universität in der Biochemieabteilung beschäftigt, um anschließend am Meeresbiologischen Laboratorium in Woods Hole zu forschen. Prasher arbeitete dort auf dem Gebiet der Genetik. So gelang es ihm 1985, Aequorin zu klonieren. Dann widmete er sich der Aufgabe, auch das grün fluoreszierende Protein der Qualle Aequorea victoria zu klonieren. Als es ihm gelang, die DNA zu isolieren, zu klonieren und zu sequenzieren, lief seine Förderung durch die American Cancer Society aus und er konnte das Gen nicht in Bakterien zur Expression bringen – ein notwendiger Schritt, um zu zeigen, dass die richtige Sequenz vorliegt. Das gelang erst Martin Chalfie und Roger Tsien, mit denen Prasher zusammenarbeitete und die auf seinen Ergebnissen aufbauten. Chalfie und Tsien erhielten hierfür 2008 zusammen mit Osamu Shimomura den Nobelpreis für Chemie und erkannten Prashers Beitrag dabei ausdrücklich an.
Weil er keine Festanstellung bekam, wechselte er 1992 als Populationsgenetiker ans nahegelegene Otis Plant Protection Center des Landwirtschaftsministeriums. 2001 ging er ans CPHST's Plant Germplasm Quarantine & Biotechnology Laboratory in Beltsville. 2008 arbeitete er als Taxifahrer (shuttle operator) und hoffte bald wieder eine Anstellung als Wissenschaftler zu finden. Von 2012 bis 2015 arbeitete er als Wissenschaftler, in der Arbeitsgruppe von Roger Tsien.